# SN 2006ol
SN 2006ol – supernowa typu Ia odkryta 1 listopada 2006 roku w galaktyce A232807+0051. W momencie odkrycia miała maksymalną jasność 21,60m.